# What Doesn't Kill You (Stronger)
What Doesn't Kill You (Stronger) (conosciuto anche come Stronger (What Doesn't Kill You)) è un brano musicale della cantante statunitense Kelly Clarkson, estratto come secondo singolo dal suo quinto album Stronger e promosso dall'etichetta discografica RCA Records. Il brano, di genere pop rock, ha come tematica la forza in sé in seguito ad esperienze negative, ispirandosi a una frase del filosofo Friedrich Nietzsche, "quello che non ci uccide ci rafforza". Poiché il brano era stato immesso illegalmente online già tempo prima della pubblicazione, la Clarkson decise di renderlo disponibile sulla sua pagina Facebook e di anticiparne la pubblicazione.
La canzone ha ricevuto critiche generalmente positive, che hanno elogiato la Clarkson per la sua voce; alcune l'hanno definita una delle canzoni più degne di nota dell'album. È stata pubblicata il 14 novembre in Australia e nel gennaio successivo nel Nordamerica; nei primi mesi del 2012 è stata resa disponibile anche in Europa.

## Classifiche

### Classifiche settimanali
| Classifica (2012) | Posizione massima |
| ----------------- | ----------------- |
| Australia         | 18                |
| Austria           | 6                 |
| Belgio (Fiandre)  | 25                |
| Belgio (Vallonia) | 41                |
| Canada            | 3                 |
| Corea del Sud     | 22                |
| Danimarca         | 8                 |
| Finlandia         | 10                |
| Francia           | 20                |
| Germania          | 27                |
| Irlanda           | 4                 |
| Israele           | 9                 |
| Norvegia          | 17                |
| Nuova Zelanda     | 4                 |
| Paesi Bassi       | 59                |
| Polonia           | 1                 |
| Regno Unito       | 8                 |
| Repubblica Ceca   | 4                 |
| Russia            | 4                 |
| Slovacchia        | 1                 |
| Spagna            | 9                 |
| Stati Uniti       | 1                 |
| Svezia            | 30                |
| Svizzera          | 18                |
| Ungheria          | 4                 |

### Classifiche di fine anno
| Classifica (2012) | Posizione |
| ----------------- | --------- |
| Australia         | 99        |
| Austria           | 50        |
| Belgio (Fiandre)  | 99        |
| Canada            | 10        |
| Danimarca         | 31        |
| Francia           | 102       |
| Regno Unito       | 36        |
| Spagna            | 34        |
| Stati Uniti       | 7         |
| Svezia            | 97        |
| Svizzera          | 62        |
| Classifica (2024) | Posizione |
| Estonia           | 192       |

### Classifiche di fine decennio
| Classifica (2010-19) | Posizione |
| -------------------- | --------- |
| Stati Uniti          | 85        |